# Liste der Biografien/Cug
Liste der Biografien |
Portal Biografien |
Personensuche
# |
A |
B |
C |
D |
E |
F |
G |
H |
I |
J |
K |
L |
M |
N |
O |
P |
Q |
R |
S |
T |
U |
V |
W |
X |
Y |
Z |
?
 
Ca |
Cb |
Cc |
Ce |
Ch |
Ci |
Cj |
Ck |
Cl |
Cm |
Cn |
Co |
Cr |
Cs |
Ct |
Cu |
Cv |
Cw |
Cy |
Cz
 
Cua |
Cub |
Cuc |
Cud |
Cue |
Cuf |
Cug |
Cuh |
Cui |
Cuj |
Cuk |
Cul |
Cum |
Cun |
Cuo |
Cup |
Cuq |
Cur |
Cus |
Cut |
Cuv |
Cuw |
Cux |
Cuy |
Cuz
Die Liste der Biografien führt alle Personen auf, die in der deutschsprachigen Wikipedia einen Artikel haben. Dieses ist eine Teilliste mit 13 Einträgen von Personen, deren Namen mit den Buchstaben „Cug“ beginnt.

## Cug
- Çuğ, Timuçin (* 1951), türkischer Fußballspieler

### Cuga
- Cuganus, antiker römischer Toreut
- Cugat, Ramón (* 1950), spanischer Arzt für Orthopädische Chirurgie
- Cugat, Xavier (1900–1990), spanisch OrchesterleiterXavier Cugat (1900–1990)

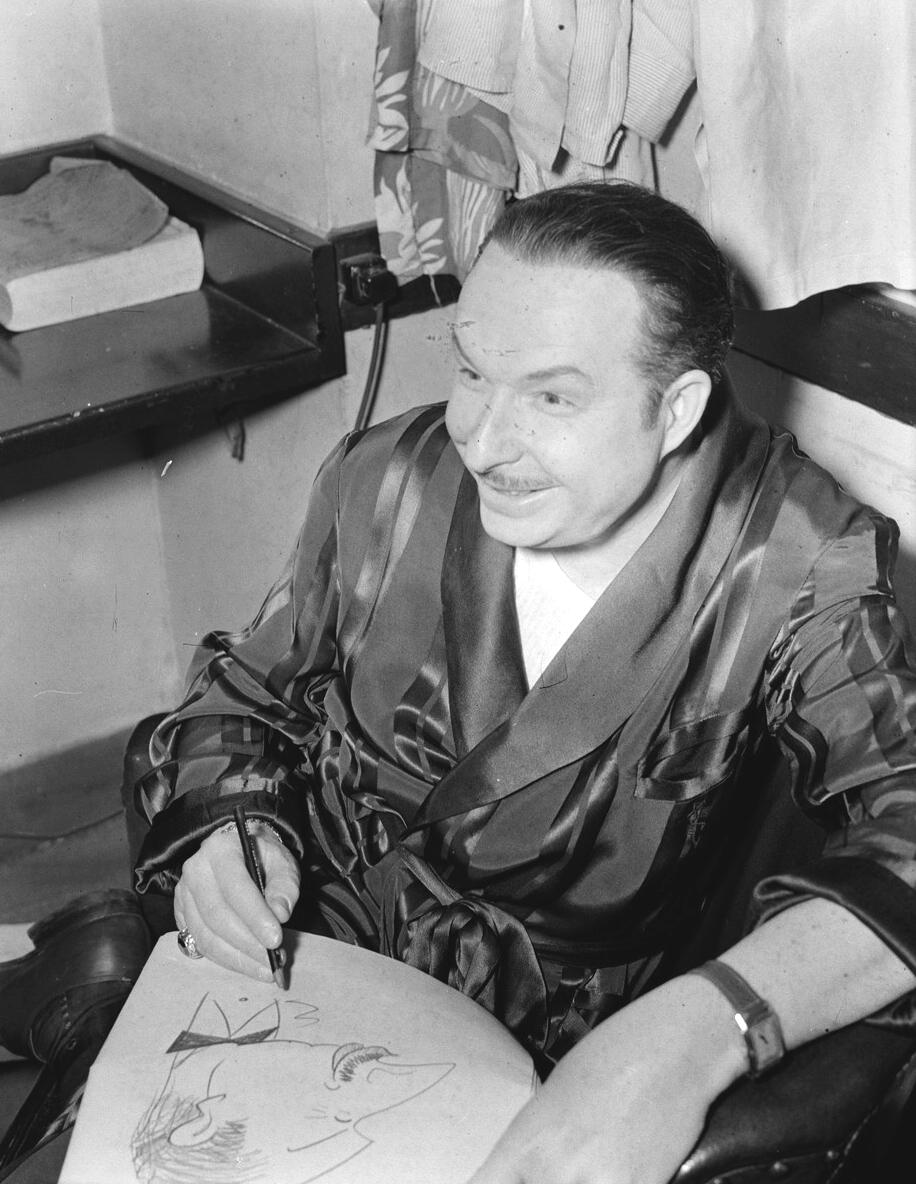
Xavier Cugat (1900–1990)

### Cugi
- Cugia, Efisio (1818–1872), italienischer General und Politiker

### Cugl
- Cugliandolo, Leticia (* 1965), argentinische Physikerin

### Cugn
- Cugno, Marco (1939–2012), italienischer Romanist, Rumänist und Übersetzer
- Cugnot, Jean (1899–1933), französischer Bahnradsportler und Olympiasieger
- Cugnot, Nicholas (1725–1804), französischer Konstrukteur des ersten Dampfwagens
- Cugny, Laurent (* 1955), französischer Jazzmusiker

### Cugo
- Cugoano, Quobna Ottobah, ghanaischer Schriftsteller und Abolitionist

### Cugu
- Cugurra, Stefano (* 1974), brasilianischer Fußballtrainer
- Cugusi, Brancaleone (1903–1942), italienischer Maler